# Mozilla Thunderbird
Mozilla Thunderbird es un cliente de correo electrónico multiplataforma, libre y de código abierto, cliente de noticias, cliente de RSS y de chat desarrollado por la Fundación Mozilla. Utiliza el lenguaje de interfaz XUL y viene instalado por defecto en los sistemas de escritorio de diversas distribuciones Linux.
El 7 de diciembre de 2004, se lanzó la versión 1.0 y recibió más de 500 000 descargas en sus primeros tres días de lanzamiento, y 1 millón en 10 días.
Al igual que su programa hermano Firefox, en 2011 se lanzó la versión 5, que se ha incluido el motor de renderizado Gecko,  el cual implementa estándares web coincidiendo las versiones de desarrollo. Además, cada seis semanas, se actualizará su versión adoptado inicialmente de Chrome.
El 6 de julio de 2012, Mozilla anunció que la empresa estaba abandonando la prioridad del desarrollo de Thunderbird debido a que el esfuerzo continuo para ampliar el conjunto de características de Thunderbird fue en gran parte infructuoso. El nuevo modelo de desarrollo se desplazó y solo ofrece "Versiones de soporte extendido", que ofrecen actualizaciones de seguridad y mantenimiento, al tiempo que permiten a la comunidad hacerse cargo del desarrollo de nuevas funciones.
El 1 de diciembre de 2015, la directora ejecutiva de Mozilla Mitchell Baker envió un memorándum, a toda la empresa, para anunciar que el desarrollo de Thunderbird debía ser separado de Firefox. Se refirió a los desarrolladores de Thunderbird señalando que habían desperdiciado grandes esfuerzos respondiendo a cambios en la tecnología de Mozilla, mientras que Firefox estaba pagando un impuesto por apoyar el desarrollo de Thunderbird. También dijo que no creía que Thunderbird tuviera el potencial para "impactar a toda la industria" al igual que Firefox. Al mismo tiempo, fue anunciado que la Fundación Mozilla prestaría un lugar de apoyo legal y fiscal para el proyecto Thunderbird.
Recientemente, Thunderbird anunció en su blog oficial, que una, de la misma filial de Mozilla (MZLA Technologies Corporation) continuará con el proyecto, ahora tendrá nuevas actualizaciones, nuevo diseño y posiblemente una aplicación para móviles.